# Idemitsu Kosan
Idemitsu Kosan Co., Ltd. (出光興産株式会社 Idemitsu Kōsan kabushiki gaisha, stylized in logo as idemitsu) (TYO: 5019
) er et japansk olieselskab. De ejer og driver boreplatforme, olieraffinaderier, producerer og sælger benzin og diesel. De har tankstationer under apollostation (アポロステーション aporosutēshon) mærket.